# Es (film)
Es è un film del 1966 scritto e diretto da Ulrich Schamoni. Il regista appare anche nel cast, tra gli attori, in un ruolo marginale.